# Oakland Zone
Oakland Zone er et musikalbum fra 2003 af soul/funk-bandet Tower of Power. Albummet indeholder 14 numre.